# Luiz Bueno
Luiz-Pereira Bueno también conocido como Luiz Bueno (São Paulo, 16 de enero de 1937-Atibaia, 8 de febrero de 2011) fue un piloto de automovilismo brasileño. Participó en una prueba del Mundial de Fórmula 1, el 11 de febrero de 1973, sin conseguir puntos. Participó en carreras de Fórmula 1 fuera del campeonato.
Bueno murió de cancer a los 74 años.

## Resultados

### Fórmula 1
| Año     | Escudería    | 1   | 2      | 3   | 4   | 5   | 6   | 7   | 8   | 9   | 10  | 11  | 12  | 13  | 14  | 15  | Pos. | Puntos |
| ------- | ------------ | --- | ------ | --- | --- | --- | --- | --- | --- | --- | --- | --- | --- | --- | --- | --- | ---- | ------ |
| 1973    | Team Surtees | ARG | BRA 12 | RSA | ESP | BEL | MON | SWE | FRA | GBR | NED | GER | AUT | ITA | CAN | USA | NC   | 0      |
| Fuente: |              |     |        |     |     |     |     |     |     |     |     |     |     |     |     |     |      |        |

### Fuera del campeonato
| Año     | Escudería             | 1   | 2     | 3   | 4   | 5   | 6   |
| ------- | --------------------- | --- | ----- | --- | --- | --- | --- |
| 1972    | STP March Racing Team | ROC | BRA 6 | INT | OUL | REP | VIC |
| Fuente: |                       |     |       |     |     |     |     |